# La Cité des stupéfiants
Pour plus de détails, voir Fiche technique et Distribution.
La Cité des stupéfiants (Lebbra bianca) est un film italien réalisé par Enzo Trapani, sorti en 1951.

## Synopsis
Stefano revient à Rome pour chercher sa sœur Lucia qui travaille dans une famille riche : cela fait des mois qu’il n’a reçu d’elle aucune nouvelle. Chez la famille il trouve dans la valise de Lucia l’adresse d’une pension et, quand il y arrive, il rencontre Erika, une jeune étrangère amie de sa sœur, mais qui n’a aucune information à lui donner. Il tombe amoureux d’elle et tous deux vont au club de danse où elle travaille ; quand ils sont arrivés Stefano entre en contact avec une bande de trafiquants de cocaïne et il découvre qu’Erika est leur contact. Il se rend alors dans une maison de jeu clandestine et, au cours d’une descente de police, il apprend que Lucia s’est suicidée en se jetant dans le Tibre. Craignant les représailles de Stefano, les trafiquants responsables de la mort de Lucia donnent à Erika l’ordre de le tuer, mais celle-ci révèle tout à Stefano et c’est ensemble qu’ils vont affronter les trafiquants.

## Fiche technique
- Titre original : Lebbra bianca
- Titre français : La Cité des stupéfiants
- Réalisation : Enzo Trapani
- Scénario : Enzo Trapani et Leopoldo Trieste
- Photographie : Bitto Albertini
- Pays de production : Italie
- Format : Noir et blanc - 1,37:1 - Mono
- Genre : Film dramatique
- Dates de sortie : 
  - Italie : 1er février 1951
  - États-Unis : 27 février 1952
  - France : 28 mai 1952

## Distribution
- Ermanno Randi : Stefano Ferrari
- Lois Maxwell : Erika
- Amedeo Nazzari : Francesco Leverrier
- Folco Lulli : Chef mécanicien
- Umberto Spadaro : Commissaire
- Giulio Donnini : Vincenzo « Il Paino »
- Sophia Loren
- Alfred Baillou